# Universitatea Lille I
Universitatea Lille I (în franceză Université Lille I) este una din cele trei universități ale comunității urbane Lille, situată în Villeneuve d'Ascq, Franța.

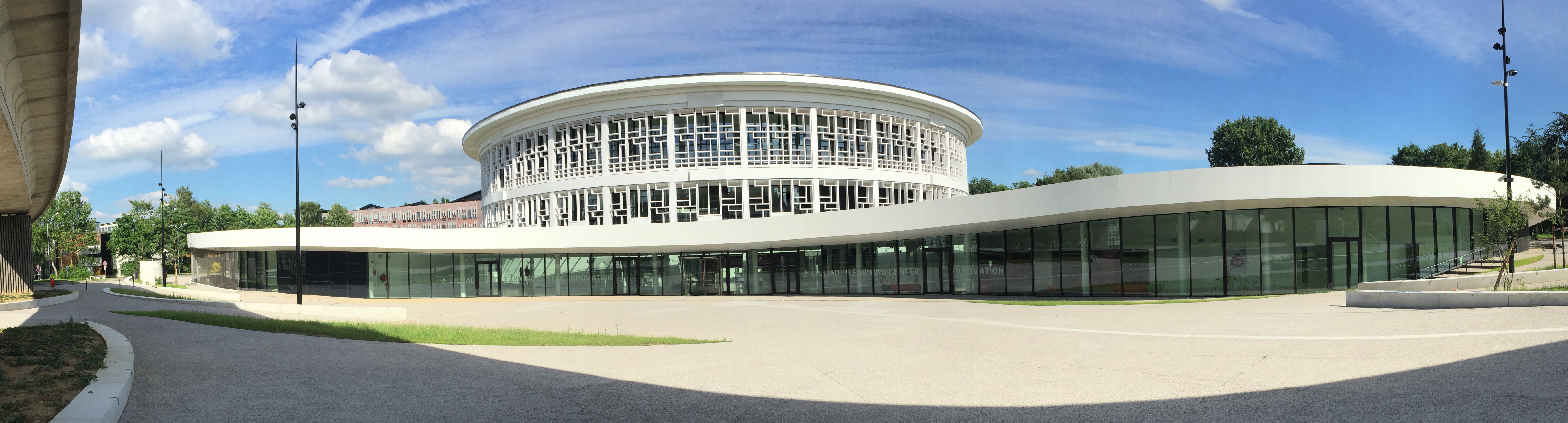
Bibliotecă.

Universitatea Lille I a fost fondată în Lille în 1854. Universitatea are circa 20.000 de studenți înscriși, inclusiv circa 4.000 de studenți străini. Activitatea didactică și de cercetare de la Universitatea Lille I se concentrează pe științele naturale și tehnologie. Cuprinde 8 unități de studii și cercetare.

## Alumni
- Émile Borel,
- Henri Cartan,
- Louis Pasteur,
- Nicolae Vasilescu-Karpen.